# Besselsbreen
De Besselsbreen is een gletsjer op het eiland Barentszeiland, dat deel uitmaakt van de Noorse eilandengroep Spitsbergen.
De gletsjer is vernoemd naar Duitse Arctische ontdekkingsreiziger Emil Bessels (1846-1888).

## Geografie
De gletsjer ligt in het noordoosten van het eiland en is zuidwest-noordoost georiënteerd met een lengte van ongeveer tien kilometer. Hij komt vanaf de Barentsjøkulen en mondt in het noorden uit in de Olgastretet.
Ten oosten van de gletsjer ligt vrij parallel de gletsjer Augnebreen en naar het zuidwesten ligt de ijskoepel Solveigdomen.